# Mac Hamrin
Mac Teodor Pennycook Hamrin (i riksdagen kallad Hamrin i Kalmar), född 5 december 1910 i Jönköping, död 24 september 1979 i Kalmar, var en svensk lantmätare och politiker (folkpartist). Han var son till statsministern Felix Hamrin och bror till riksdagsledamoten Ruth Hamrin-Thorell.
Mac Hamrin avlade lantmäteriexamen 1933 och arbetade därefter som extra lantmätare i Vimmerby stad, Säters stad och Örnsköldsviks stad innan han blev amanuens vid Lantmäteristyrelsen 1941. Han var därefter distriktslantmätare i Högsby och på Öland och blev slutligen överlantmätare i Kalmar län 1965. 
Han var riksdagsledamot för Kalmar läns valkrets från 1957 till nyvalet 1958 samt 1961-1968 och 1971-1973 (fram till 1968 i andra kammaren). I riksdagen var han bland annat suppleant i tredje lagutskottet 1957-1958 och 1961-1968 samt ledamot i allmänna beredningsutskottet 1964-1968. Han var särskilt engagerad i kommunikationspolitik och tekniska frågor, men arbetade också bland annat för ökade insatser på handikappområdet. Inom Folkpartiet var han även ledamot av partistyrelsen 1954-1974.